# Henry Wadsworth Longfellow
Henry Wadsworth Longfellow (Portland, Maine, 1807. február 27. – Cambridge, Massachusetts, 1882. március 24.) amerikai költő, egyetemi tanár.

## Életútja
Tanulmányai befejeztével három évig utazott Itáliában, Francia-, Spanyol- és Németországban, hogy az idegen nyelveket gyakorolja, melyeknek tanszékét 1829-ben meg is kapta a brunswicki Bowdoin College-ban. 1835-ben adta ki Bostonban Outre-Mer című regényét,  amely nevét egész Amerikában népszerűvé tette. Ugyanezen évben kinevezték a Massachusetts állambeli Cambridge városába, a Harvard Egyetemre az idegen nyelvek és a szépirodalom tanárának; ekkor ismét beutazta Európát.
Első jelentősebb verseskötetei a Voices of the Night (1839) és a Ballads and Other Poems (1841) voltak. Verseivel igen jól keresett. 1854-ben felhagyott a tanítással és az írásnak szentelte életét. Második felesége, Frances Appleton halála után (1861) már csak fordításokat készített. Igen sokat írt, de költeményei nem annyira eredetiségük vagy magasabb szárnyalásuk, mint inkább reflexióik és gyöngéd kedélyük által hatnak. Legremekebb alkotása az indián tárgyú, Hiawata című naiv eposza.

## Művei
- Outre-Mer: A Pilgrimage Beyond the Sea (1835)
- Hyperion, a Romance (1839)
- The Spanish Student. A Play in Three Acts (1843)
- Evangeline: A Tale of Acadie (1847)
- Kavanagh: A Tale (1849)
- The Golden Legend (1851)
- The Song of Hiawatha (1855), magyarul: Hiawata, fordította Fodor András, Móra, 1958
- The Children's Hour (1860)
- Household Poems (1865)
- The New England Tragedies (1868)
- The Divine Tragedy (1871)
- Christus: A Mystery (1872)
- Aftermath (1873)
- The Reaper and the Flowers (1839)
- The Bell of Atri (1863-72)

## Magyarul
- Hiawatha; ford. Bernátsky Ferenc; fordítói, Bp., 1883
- Hiavata. Amerikai indus hitrege; ford. Tamásfi Gyula; Franklin, Bp., 1885 (Olcsó könyvtár)
- Az arany legenda; ford. Jánosi Gusztáv; Franklin, Bp., 1886 (Olcsó könyvtár)
- Longfellow költeményeiből. Makkabéus Judás, Pandora és kisebb költemények; ford. Szász Béla; Franklin, Bp., 1897
- Hiawata; ford. Fodor András; Móra, Bp., 1958 (A világirodalom gyöngyszemei)